# I ragazzi del 42º plotone
Pour plus de détails, voir Fiche technique et Distribution.
I ragazzi del 42º plotone (Litt. Les gars du 42e peloton) est un film de guerre et d'action italien sorti en 1989, réalisé par Camillo Teti.

## Synopsis
Au Vietnam, deux soldats américains escortent une chanteuse et son imprésario. Ils ont subi une attaque des rebelles et doivent rejoindre une zone amie.

## Fiche technique
- Titre : I ragazzi del 42º plotone
- Réalisation : Camillo Teti
- Scénario : Dardano Sacchetti
- Genres : film d'action, film de guerre
- Musique : Lanfranco Perini
- Production : Fabrizio De Angelis pour Fulvia Film
- Photographie : Giovanni Bergamini
- Montage : Adriano Tagliavia
- Durée : 89 min
- Effets spéciaux : Paolo Ricci
- Décors : Roberto Ricci
- Maquillage : Dante Trani
- Pays de production :  Italie
- Langue originale : italien
- Année de sortie : 1989

## Distribution
- Christopher Alan : John
- Sherrie Rose (en) : Mary
- Victor Rivers : José
- Jim Pelish (crédité Jame Pelish) : Burt
- Anna Silvia Grullon (sous l'orthographe Ana Silvia Gruyllon)
- Carles Irving
- Thomas Rack
- Victor Pujols
- José Reise